# Drapeau du Pakistan
Le drapeau du Pakistan est le drapeau d'État de la république islamique du Pakistan, adopté le 11 août 1947 soit quelques jours avant la fondation du pays.
Repris du drapeau de la Ligue musulmane adopté en 1906, il représente avant tout l'islam religion d’État tandis que la bande blanche représente les minorités religieuses. 
Il porte usuellement comme nom en ourdou Sabz Hilali Parcham (Drapeau vert au croissant) ou Parcham-e-Sitara aw Hilal (Drapeau vert au croissant et à l'étoile).

## Origine

Drapeau de la Ligue musulmane.

Drapeau proposé par Louis Mountbatten. Rejeté par Mohammed Ali Jinnah et non adopté.

Le drapeau pakistanais est dérivé du drapeau de la Ligue musulmane, conçu par Syed Amir-ud-Din Kedwai en 1906. Groupe politique pendant la période de la domination britannique, la ligue visait à représenter les intérêts des musulmans puis prône avec vigueur la création d'une nation musulmane séparée sur le sous-continent indien après la résolution de Lahore en 1940. C'est donc naturellement qu'il devint drapeau national lorsque le pays fut indépendant.
Présenté par Liaquat Ali Khan, le drapeau est officiellement adopté par l'Assemblée constituante du Pakistan le 11 août 1947, trois jours avant la fondation officielle du pays lors de la partition des Indes.
Une version non adoptée fut celle de Louis Mountbatten, qui proposa le drapeau de la Ligue musulmane avec le drapeau britannique dans le haut à gauche. Mohammed Ali Jinnah l'opposait fortement, car il détestait voir la croix chrétienne et le croissant musulman sur le même drapeau.

## Description et symbolique
On retrouve sur le drapeau le croissant et l'étoile sur fond vert, symboles de l'Islam. Cette composition se retrouve sur les drapeaux de l'Algérie, de la Mauritanie, de la Tunisie ou des Maldives. Notamment inspiré du drapeau de l'Empire moghol et de l'Empire Ottoman, le fond vert (sRGB : 1, 65, 28) représente la population musulmane, le croissant, le progrès et l'étoile le savoir et la lumière. 
La bande blanche située sur le guindant, qui occupe 25 % du drapeau, symbolise, quant à elle, les minorités religieuses.

## Pavillons

Pavillon civil
Pavillon de l'aviation civile
Pavillon des forces aériennes de l'armée
Drapeau de la marine de guerre (à différencier du pavillon de guerre)